# Cyberathlete Professional League
Cyberathlete Professional League (CPL) — киберспортивная организация, существовавшая с 1997 по 2008 год. Специализировалась на проведении турниров по компьютерным и консольным играм. Штаб-квартира находилась в Далласе, США.
Лига является одной из первопроходцев в сфере международных киберспортивных соревнований. Цель CPL заключалась в том, чтобы сделать компьютерные игры зрелищным состязанием, фактически одним из видов спорта. Изначально основной дисциплиной были игры серии Quake, но с 2001 года стали проводиться соревнования по Counter-Strike и остальным дисциплинам.
Турниры проходили на всей территории США, а также в Европе, Латинской Америке и Азии. По состоянию на 2006 год на соревнованиях CPL было разыграно в сумме около 3 000 000 $.
CPL официально прекратила свою деятельность 13 марта 2008 года со ссылкой на «нынешнюю раздробленность киберспорта, перенасыщением конкурирующих лиг, а также нынешним экономическим спадом в США и, как следствие, проблемы с поиском спонсоров».
После долгого затишья в марте 2012 года CPL анонсировала свой первый турнир, который состоялся в сентябре 2012 в Шэньяне, Китай.

## История

### Ранние годы (1997—1999)
Cyberathlete Professional League была основана бизнесменом и геймером Энджелом Муньосом 27 июня 1997 года. До основания CPL, Энджел открыл сайт Adrenaline Vault, специализирующийся на компьютерных и консольных играх. Там он заметил, что среди геймеров есть люди, которые получают удовольствие не столько от игры, сколько от соревновательного процесса в целом. Так Энджелу пришла идея организовать киберспортивную лигу.
В 1997 году Энджел провёл тестовый турнир по Quake под названием The Foremost Roundup of Advanced Gamers (The FRAG) в Далласе. По сравнению с другими киберспортивными турнирами, он имел ряд особенностей: у всех игроков были идентичные компьютеры, игроки находились в специальной турнирной зоне, куда допускались только участники соревнования. Также всем игрокам заплатили за участие в The FRAG. Позже Энджел будет говорить, что этим турниром он «навсегда изменил ландшафт киберспортивной отрасли».
Следующий турнир — The CPL Event — проходил по новой игре Quake 2 с 23 по 26 июля 1998 года. Его призовой фонд составил 5500 $. В октябре прошёл третий турнир — FRAG 2, призовой фонд которого вырос до 15 000 $. После четвёртого турнира Extreme Annihilation Энджелу удалось привлечь спонсоров.

## Турниры

### 2004
| Турнир          | Победитель                                                                                                | Второе место | Призовой фонд | Город  |
| --------------- | --- | --- | ------------- | ------ |
| CPL Winter 2004 | CS: Team NoA Painkiller: Sander «Vo0» Kaasjager Day of Defeat: Highball Doom 3: Yang «RocketBoy» Meng     | CS: EYEBALLERS Painkiller: Benjamin «zyz» Bohrmann Day of Defeat: Check Six Doom 3: Stefan «dragon» Schott             | 150 000 $     | Даллас |
| CPL Summer 2004 | CS: EYEBALLERS Painkiller: Sander «Vo0» Kaasjager UT2K4: SK Gaming Call Of Duty: United 5 Halo: Team Wat? | CS: SK Gaming Painkiller: Johnathan «Fatal1ty» Wendel UT2K4: Xtreme (Fnatic) Call Of Duty: Team 3D Halo: cooked_Gamers | 250 000 $     | Даллас |

### 2005
| Турнир                      | Победитель | Второе место | Призовой фонд | Город    |
| --------------------------- | --- | --- | ------------- | -------- |
| CPL Winter 2005             | CS: SK Gaming Quake 4: Антон «Cooller» Синьгов F.E.A.R: Neal «cleaner» Sisbarro                                                                 | CS: Lunatic Hai Quake 4: Johan «Toxjq» Quick F.E.A.R: Steven «BlueWolf» Anderson                                                             | 100 000 $     | Даллас   |
| CPL World Tour 2005: Finals | Painkiller: Johnathan «Fatal1ty» Wendel | Painkiller: Sander «Vo0» Kaasjager | 500 000 $     | Нью-Йорк |
| CPL Summer 2005             | CS: SK Gaming Painkiller: Johnathan «Fatal1ty» Wendel CS:Source: PowersGaming WC3: Yoan «ToD» Merlo Halo 2: Final Boss Day of Defeat: Check Six | CS: Evil Geniuses Painkiller: Sander «Vo0» Kaasjager CS:Source: upper WC3: Dimitar «DIDI8» Aleksandrov Halo 2: h2o Day of Defeat: compLexity | 200 000 $     | Даллас   |

### 2006
| Турнир          | Город  | Призовой фонд | Дисциплина     | Победитель        | Второе место     |
| --------------- | ------ | ------------- | -------------- | ----------------- | ---------------- |
| CPL Winter 2006 | Даллас | 150 000 $     | Counter-Strike | Fnatic            | MeetYourMakers   |
| CPL Winter 2006 | Даллас |               | Quake III      | Paul «czm» Nelson | Fan «Jibo» Zhibo |

### 2007—2010
| Год  | Турнир                       | Город  | Призовой фонд | Дисциплина              | Победитель                | Второе место                 |
| ---- | ---------------------------- | ------ | ------------- | ----------------------- | ------------------------- | ---------------------------- |
| 2013 | CPL Championship 2013        | Шанхай | 6 500 $       | StarCraft II            | Hui Cao «Jim» Jin         | Lee «MarineKing» Jung Hoo    |
| 2012 | CPL Championship 2012        | Шанхай | 10 250 $      | StarCraft II            | Xiang «XY» Yao            | Xing Biao «Way» Zhu          |
| 2012 | CPL Championship 2012        | Шанхай | 10 250 $      | League of Legends       | Invictus Gaming           | MVP White                    |
| 2011 | CPL Invitational 2011        | Шанхай | 26 057 $      | StarCraft II            | Lee «MarineKing» Jung Hoo | Kim «SaSe» Hammar            |
| 2011 | CPL Invitational 2011        | Шанхай | 26 057 $      | Defense of the Ancients | Invictus Gaming.z         | World Elite                  |
| 2011 | CPL Invitational 2011        | Шанхай | 26 057 $      | Warcraft III            | Huang «TH000» Xiang       | Wang «Infi» Xu Wen           |
| 2008 | CPL World Tour 2007: Finals. | Лондон | 300 000 $     | F.E.A.R                 | Henrik «Jagad» Dahl       | Marc-André «4 Glory» Messier |
| 2008 | CPL World Tour 2007: Finals. | Лондон | 300 000 $     | World In Conflict       | Team Dignitas             | Don’t Care                   |
| 2007 | CPL Winter 2007              | Даллас | 60 000 $      | Counter-Strike          | x3o-gaming                | Dynamo                       |
| 2007 | CPL Winter 2007              | Даллас | 60 000 $      | Counter-Strike Source   | Team XFX                  | carnage                      |